# Jean-Jacques Belloc
Jean-Jacques Belloc sau Jean-Louis Belloc, Jean-Jacques Bellocq, Jean Jacques Bellocq (n. 1730, lângă Agen - d. 23 octombrie 1807) a fost un distins medic și chirurg francez, fondatorul medicinei legale în Franța. 

## Biografie
După ce a studiat medicina la Montpellier și Paris, el a practicat medicina în Agen, apoi a plecat la Paris, unde a fost atașat ca chirurg în serviciul regelui. A luat parte la crearea unui amfiteatru, destinat predării patologiei și anatomiei. El a inventat mai multe instrumente chirurgicale, inclusiv sonda care îi poartă numele (sonda Belloc), pentru tamponamentul foselor nazale. De asemenea a inventat cărbunele Belloc, încă folosit în medicină. Printre operele sale, se numără un curs de medicină legală, juridică, teoretică și practică (Cours de médecine légale, judiciaire, théorique et pratique) care a avut un mare succes. El a publicat numeroase articole în Mémoires de l'Académie de chirurgie.